# 舞鶴発電所
舞鶴発電所（まいづるはつでんしょ）は京都府舞鶴市字千歳560-5にある関西電力の石炭火力発電所。

## 概要
2004年8月に1号機が運転を開始、2010年8月には2号機が増設された。国際港として発展している舞鶴港を利用し石炭を諸外国から輸入し発電をしている。建設にあたっては若狭湾国定公園内に立地するため、周辺環境への配慮し、元の地形を残して敷地を2段に造成することで開発面積を縮小、62万平方メートルの敷地の6割を緑地とした。
また、工事用道路として舞鶴クレインブリッジ、平トンネルなどが建設され、現在は舞鶴市道大波下浦入線として一般供用されている。
1号機は関西電力としては約30年ぶりとなる石炭火力発電所で、発電効率向上のため、主蒸気温度および再熱蒸気温度595℃、主蒸気圧力24.5MPaとした関西電力初の超々臨界圧のボイラーおよび蒸気タービンを採用した。主要設備は三菱重工が担当した。
ボイラーは圧力損失が低く構造が簡素な垂直管火炉方式を採用しており、信頼性、保守性の向上を図ると共に、電動給水ポンプ、ボイラ循環ポンプなど一部補機の不設置による設備合理化が行われている。燃料は世界各地から供給される各種の瀝青炭に対応しており、合計81炭種に最適化した専焼設計が備えている。A-PM（Advanced-Pollution Minimum）バーナ、炉内脱硝法、高微粉度ミル、排煙脱硝装置などの環境保護技術によって、全負荷領域において窒素酸化物低減を図っている。工期短縮のため、フィリピン工場で製造された最大1500トンの7つのモジュールを海上輸送し、現地で組み立てる工法がとられた。
タービンは、大容量クロスコンパウンド型で、主蒸気および再熱蒸気の高温化、反動段全段への三次元設計翼の適用による高性能化のため、先行する松浦発電所2号機、三隅発電所1号機、橘湾火力発電所2号機の設計を踏襲した上で、材料強度の向上、形状の改善を行っている。プライマリ軸に高圧タービンと中圧タービン、セカンダリ軸に第1低圧タービンと第2低圧タービンが接続される構成となっており、回転数はプライマリ軸3600rpm、セカンダリ軸1800rpmである。また、給水ポンプ駆動タービンの高容量化により、60万kWまで1台運転を可能としている。
2008年8月より、1号機でバイオマス燃料(木質ペレット)の混焼を開始した。カナダから輸入する年間約6万トンの木質ペレットの混焼により、二酸化炭素排出量を年間約9.2万トン削減する。
排出する二酸化炭素を回収する実証試験や苫小牧市への輸送試験の計画が進められている。

## 発電設備
- 総出力：180万kW[5]

1号機
定格出力：90万kW
使用燃料：石炭、木質ペレット
蒸気条件：超々臨界圧（Ultra Super Critical）
熱効率：45%（低位発熱量基準）
営業運転開始：2004年8月4日
2号機
定格出力：90万kW
使用燃料：石炭
蒸気条件：超々臨界圧（USC）
熱効率：45%（低位発熱量基準）
営業運転開始：2010年8月31日

## 沿革
- 1979年（昭和54年）6月 - 関西電力が舞鶴市へ発電所設置の意向を表明[1]
- 1980年（昭和55年）9月 - 舞鶴市長が市議会で石炭火力発電所誘致を表明[1]
- 1980年（昭和55年）9月 - 舞鶴市議会が石炭火力発電所誘致を決議[1]
- 1989年（平成元年）12月 - 関西電力が京都府、舞鶴市へ環境調査実施を申し入れ[1]
- 1992年（平成4年）4月 - 関西電力が国、京都府、舞鶴市などへ環境影響調査書を提出、舞鶴発電所建設を建設を申し入れ[1]
- 1994年（平成6年）12月 - 総理府の第128回電源開発調整審議会で計画承認[1]
- 1997年（平成9年）3月 - 敷地造成工事に着工[1]
- 1999年（平成11年）5月 - 建築工事に着工[1]
- 2004年（平成16年）8月4日 - 1号機営業運転開始[1]
- 2008年（平成20年）8月29日 - 1号機でバイオマス燃料の混焼を開始[3]
- 2009年（平成21年）6月4日 - 2号機建設現場でダクト組立工事中に鉄板が倒れ、作業員2名が死亡、1名が重傷を負う事故が発生[6]
- 2010年（平成22年）8月31日 - 2号機営業運転開始[7]

## 事故・トラブル
- 2013年（平成25年）
  - 6月1日：1号機のボイラ内にて異音が発生し運転停止。点検の結果、ボイラ内配管の1本に損傷が発生、更に近傍の配管3本も変形していたことが判明した《6月11日運転再開》[8]
  - 8月18日：1号機のガス加熱器内に於いて水漏れが発生、その際漏れた水が電気集塵機内に流れ込んで集塵機内にたまっていた灰を固まらせ、灰の取り出し口を詰まらせたことから運転停止に至る[9]

## エル・マール まいづる
発電所からやや離れた舞鶴親海公園にPR館エル・マール まいづるが設置されている。客船を模した構造で、実際に岸壁に係留されているが、航行能力はない。館内には展示室とプラネタリウムが設置されている。

### 館内
- 3F：展望室・展望デッキ
- 2F：船の体験館（客船に関する展示）
- 1F：舞鶴体験館（舞鶴の風土・歴史に関する展示）、プラネタリウム
- B1F：エネルギー体験館（エネルギー資源、電力に関する展示）

### 営業時間・休館日
- 営業時間：9時30分～17時30分
- 休館日：火曜日・水曜日（祝日の場合は翌営業日）、年末年始（12月29日～1月3日）
- 入館料：無料（プラネタリウムは有料）

### アクセス
- JR西日本舞鶴線、小浜線東舞鶴駅から西大浦バスで「公園前」下車（土日祝は運休）
- 舞鶴若狭自動車道舞鶴東インターチェンジより車で約20分